# 一级方程式制造商协会
一级方程式制造商协会（英語：Formula One Constructors' Association，FOCA）是由设计和制造赛车参加国际汽车联合会世界一级方程式锦标赛的底盘制造商组成的机构。它由先前的Formula 1 Constructors' Association（F1CA）发展而来并由伯尼·埃克莱斯顿和马克斯·莫斯利支配。改名是因为原来的名称在某些语言中具有不合适的隐含意义。该组织中其他重要的成员还有弗兰克·威廉姆斯、科林·卡普曼、泰迪·梅尔与肯·泰瑞尔。FOCA代表私人车队的利益，通常与赛事组织者及诸如法拉利一样由厂商拥有或者支持的车队相对。
1980年代早期，该组织与这项运动的管理机构FISA爆发了著名的FISA-FOCA大战。最后，各方于1981年1月9日签署了以会议举办地巴黎协和广场命名的《协和协议》。